# Chris DeSousa
Christopher "Chris" DeSousa, född 19 oktober 1990 i Mississauga, Ontario, är en kanadensisk professionell ishockeyspelare som spelar för Luleå HF i Svenska hockeyligan.